# العلاقات البالاوية الساموية
العلاقات البالاوية الساموية هي العلاقات الثنائية التي تجمع بين بالاو وساموا.

## مقارنة بين البلدين
هذه مقارنة عامة ومرجعية للدولتين:
| وجه المقارنة                                              | بالاو                         | ساموا                        |
| --------------------------------------------------------- | ----------------------------- | ---------------------------- |
| المساحة (كم2)                                             | 465                           | 2.84 ألف                     |
| عدد السكان (نسمة)                                         | 21.73 ألف                     | 196.44 ألف                   |
| الكثافة السكانية (ن./كم²)                                 | 4.67 ألف                      | 69.17                        |
| العاصمة                                                   | نغيرولمود، كورور              | أبيا                         |
| اللغة الرسمية                                             | لغة إنجليزية، اللغة البالاوية | لغة إنجليزية، اللغة الساموية |
| العملة                                                    | دولار أمريكي                  | تالا ساموي                   |
| الناتج المحلي الإجمالي (بليون دولار)                      | 291.54 مليون                  | 856.63 مليون                 |
| الناتج المحلي الإجمالي (تعادل القوة الشرائية) بليون دولار | 326.12 مليون                  | 1.15 مليار                   |
| الناتج المحلي الإجمالي الاسمي للفرد دولار أمريكي          | 13.50 ألف                     | 3.94 ألف                     |
| الناتج المحلي الإجمالي للفرد دولار أمريكي                 | 14.76 ألف                     | 5.79 ألف                     |
| مؤشر التنمية البشرية                                      | 0.780                         | 0.702                        |
| رمز المكالمات الدولي                                      | +680                          | +685                         |
| رمز الإنترنت                                              | .pw                           | .ws                          |
| المنطقة الزمنية                                           | ت ع م+09:00                   | ت ع م+13:00                  |

## منظمات دولية مشتركة
يشترك البلدان في عضوية مجموعة من المنظمات الدولية، منها:
| علم المنظمة | اسم المنظمة                                 | تاريخ انضمام بالاو | تاريخ انضمام ساموا |
| ----------- | ------------------------------------------- | ------------------ | ------------------ |
|             | مجموعة دول أفريقيا والكاريبي والمحيط الهادئ | ?                  | ?                  |
|             | مؤسسة التنمية الدولية                       | 16 ديسمبر 1997     | 28 يونيو 1974      |
|             | الأمم المتحدة                               | 15 ديسمبر 1994     | 15 ديسمبر 1976     |
|             | البنك الدولي للإنشاء والتعمير               | 16 ديسمبر 1997     | 28 يونيو 1974      |
|             | بنك التنمية الآسيوي                         | 2003               | 1966               |
|             | منظمة حظر الأسلحة الكيميائية                | ?                  | ?                  |
|             | مؤسسة التمويل الدولية                       | 16 ديسمبر 1997     | 28 يونيو 1974      |
|             | وكالة ضمان الاستثمار متعدد الأطراف          | 16 ديسمبر 1997     | 27 سبتمبر 2002     |
|             | تحالف الدول الجزرية الصغيرة                 | ?                  | ?                  |
|             | يونسكو                                      | 20 سبتمبر 1999     | 3 أبريل 1981       |